# Vitoše
Vitoše (en serbio cirílico : Витоше) es un pueblo de Serbia, situado en el municipio de Brus, en el distrito de Rasina. En el censo de 2011 contaba con 37 habitantes.

## Demografía
| 1948 | 1953 | 1961 | 1971 | 1981 | 1991 | 2002 | 2011 |
| ---- | ---- | ---- | ---- | ---- | ---- | ---- | ---- |
| 89   | 102  | 112  | 120  | 108  | 78   | 57   | 37   |